# Avinesh Suwamy
Avinesh Suwamy (6 de abril de 1982) es un futbolista fiyiano que juega como mediocampista en el Ba.

## Carrera
En 2003 debutó con el Lautoka, club donde jugó hasta 2011, cuando fue fichado por el Ba.

### Clubes
| Club                         | País | Año             |
| ---------------------------- | ---- | --------------- |
| Lautoka Football Association | Fiyi | 2003 - 2011     |
| Ba Football Association      | Fiyi | 2011 - Presente |

### Selección nacional
Disputó en representación de Fiyi la Copa de las Naciones de la OFC 2008, 2012 y 2016.